# افرايم بي. هال
افرايم بي. هال (بالإنجليزية: Ephraim B. Hall) هو قاضي ومحامي وسياسي أمريكي، ولد في 25 أغسطس 1822، وتوفي في 15 يناير 1898. حزبياً، نشط في الحزب الجمهوري.